# Club Atlético Welcome
El Club Atlético Welcome es un club de baloncesto uruguayo de la ciudad de Montevideo, afiliado a la Federación Uruguaya de Basketball. Fue fundado el 13 de octubre de 1926. 
Con nueve títulos en su haber es uno de los clubes más laureados del país. Junto con Aguada ostenta el récord de campeonatos consecutivos obtenidos con cuatro, en el caso de Welcome desde 1997 al 2000.

## Historia

### Inicios
El Club Atlético Welcome fue fundado el 13 de octubre de 1926. Con el paso de las décadas, se transformó en una de las instituciones tradicionales del básquetbol uruguayo.
Su desarrollo en el básquetbol uruguayo no solo cosechó títulos, sino que formó jugadores importantes para la selección nacional. Algunos casos fueron el surgimiento de dos de los jugadores más renombrados del Uruguay, como Oscar Moglia y Wilfredo "Fefo" Ruíz, quien fue el máximo goleador del básquetbol del Uruguay, con récords hasta el día inigualados, por ejemplo habiendo marcado 84 tantos en un partido, cuando aún no existía la regla del tiro de tres puntos (esta marca la logró defendiendo al Club Neptuno).
Además, desde el Club Atlético Welcome salió el único jugador uruguayo que ha militado en la NBA, Esteban Batista que jugó en los Atlanta Hawks y la pretemporada en los Boston Celtics.

### Actualidad
En 2013, Welcome hace un buen torneo metropolitano, para pelear el ascenso. Vence a Cader tras tener ventaja deportiva, pero cae ante Guruyú Waston por 2-0.
En 2014, Welcome obtiene el segundo ascenso directo a la Liga Uruguaya de Basquetbol tras vencer a Nacional en un único partido.
Desde la liga 2015-16, Welcome se mantiene ininterrumpidamente en la Liga Uruguaya de Basquetbol, sin descender.
En 2017, Welcome hace el esfuerzo económico para traer de vuelta al pívot de la selección uruguaya Esteban Bastista. El equipo logra ganar el torneo apertura con el cual automáticamente se mete en la próxima edición de la Liga Sudamericana y también cuartos de final de la Liga Uruguaya Básquetbol. Tras la liguilla, el equipo Welcome queda  cuarto y por eso es emparejado con Nacional que quedó quinto, con el cual terminan cayendo por 3-2, en una serie muy apretada y pareja, que termina ganando el equipo de la blanqueada en un ágonico final del quinto partido, donde se cuestionó mucho como el jugador Keyron Sheard malogró la definición del partido en la última jugada.
Luego de varios años en los que el club perdió consecutivamente la categoría, recaló en tercera división.
A partir de diciembre de 2019 y con una nueva directiva encabezada por el Dr. Ignacio López Viana, el club comenzó a resurgir en sus diversas áreas.
En 2021 y luego de una fase regular en la que terminó primero, Welcome cayó en semifinales del torneo DTA. 
En 2022 y tras otro nuevo y gran esfuerzo, finalmente se logra el tan anhelado ascenso al Metro 2023. 
También se obtiene el ascenso en Divisiones Formativas, incorporándose además, por primera vez, una categoría U 12 femenina y dos equipos en la categoría U 17, duplicándose la cantidad de niños y niñas en sus inferiores.
Welcome inicia el año 2023 saneado y con los pilares fundamentales instaurados para planificar la gran obra contigua a su estadio, así como también, con la gran base de su plantel de Metro ya contratada, obteniendo de la mano de Diego Rivas como dt y Luis Pintado al frente el ascenso a la Liga Uruguaya de Basketball 2024-2025.
Welcome consigue en un año dos ascensos y vuelve a primera división.
En 2024, arma un plantel con el presupuesto más bajo de la LUB, con un solo extranjero y arranca muy mal el año. Corta a ese extranjero y llegan Brandon Beavers y Sam De Souza, con los quienes Welcome mejoraría mucho pero no le alcanzaría para salvarse del descenso. Después de estar descendido, una quita de puntos de Urupan le devolvió la vida a la W y jugó un desempate en cancha de Larre Borges, el cual ganó y se salvó del descenso.

## Instalaciones

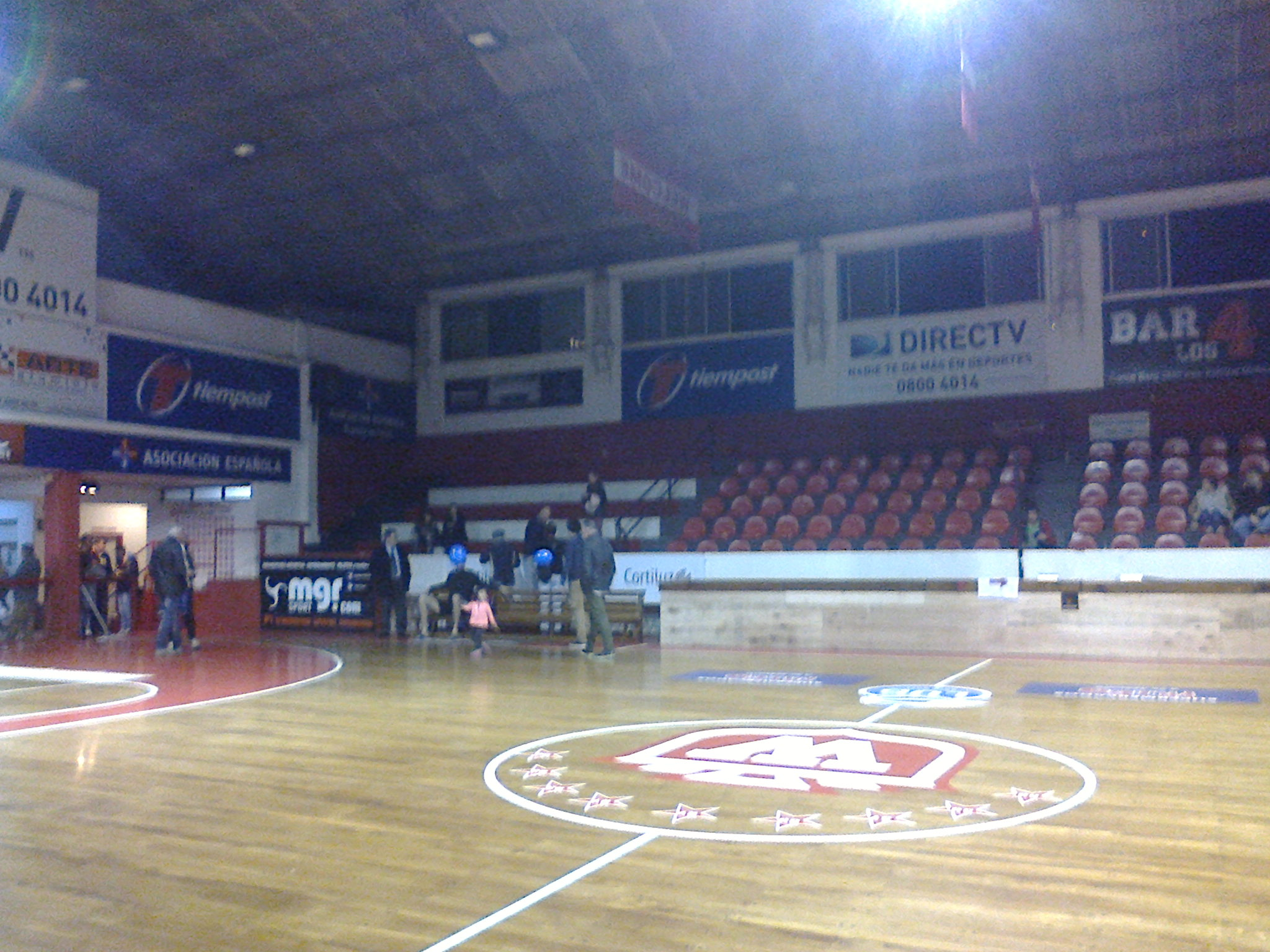
El gimnasio de Welcome, Estadio Óscar Magurno, por dentro.

### Gimasio Óscar Magurno
Su sede administrativa y escenario deportivo se llama Óscar Magurno y se encuentra en la calle Emilio Frugoni 934 esquina Gonzalo Ramírez, en el barrio Parque Rodó. Tiene una capacidad para 900 espectadores sentados.

## Historial
| Torneo      | Primera fase | Segunda fase | Playoffs                                                                                |
| ----------- | ------------ | ------------ | --------------------------------------------------------------------------------------- |
| LUB 2003    | 5toM (4-18)  |              | Último del Grupo Montevideo y no clasifica a playoffs                                   |
| LUB 2004-05 | 7mo (9-7)    | 8vo (7-11)   | Cuartos de final (1-2 vs Salto Uruguay)                                                 |
| LUB 2005-06 | 16to (3-27)  |              | Desciende en primera fase                                                               |
| Metro 2006  | 1ro (11-3)   | 1ro (5-0)    | Primero en la liguilla y ascendido como campeón                                         |
| LUB 2007-08 | 8vo (10-14)  | 8vo (0-13)   | Queda fuera de playoffs en segunda fase                                                 |
| LUB 2008-09 | 14to (5-21)  |              | Desciende en primera fase                                                               |
| Metro 2009  | 3ro (13-9)   | 2do (3-0)    | Segundo en la liguilla, ganándole el ascenso por desempate a Larrañaga (80:67)          |
| LUB 2010-11 | 8vo (13-15)  | 8vo (4-5)    | Cuartos de final (2-3 vs Biguá)                                                         |
| LUB 2011-12 | 3ro (19-11)  | 2do (8-2)    | Avanza en cuartos (3-1 vs Defensor), semifinales (0-3 vs Malvín)                        |
| LUB 2012-13 | 15to (11-19) |              | Desciende en primera fase                                                               |
| Metro 2013  | 3ro (15-7)   | 3ro (3-2)    | Vence a Cader (2-0) y cae frente a Guruyu Waston por el ascenso (0-2)                   |
| Metro 2014  | 2do (20-2)   | 1ro (3-0)    | Gana el Grupo A y vence a Nacional por el ascenso (70:61)                               |
| LUB 2015-16 | 8vo (8-5)    | sexto (6-8)  | Gana el reclasificatorio (3-1 vs Aguada) y pierde en Cuartos de final (0-3 vs Hebraica) |
| LUB 2016-17 | 10mo (7-7)   | 10mo (12-3)  | Permanencia y Reclasificación (0-3 vs. Defensor)                                        |
| LUB 2017-18 | 4to (14-10)  | 4to (3-2)    | Cuartos de final (2-3 vs Nacional)                                                      |